# Villegats (Eure)
Villegats é uma comuna francesa na região administrativa da Normandia, no departamento de Eure. Estende-se por uma área de 3,58 km². Em 2010 a comuna tinha 365 habitantes (densidade: 102 hab./km²).